# ウェーバー線

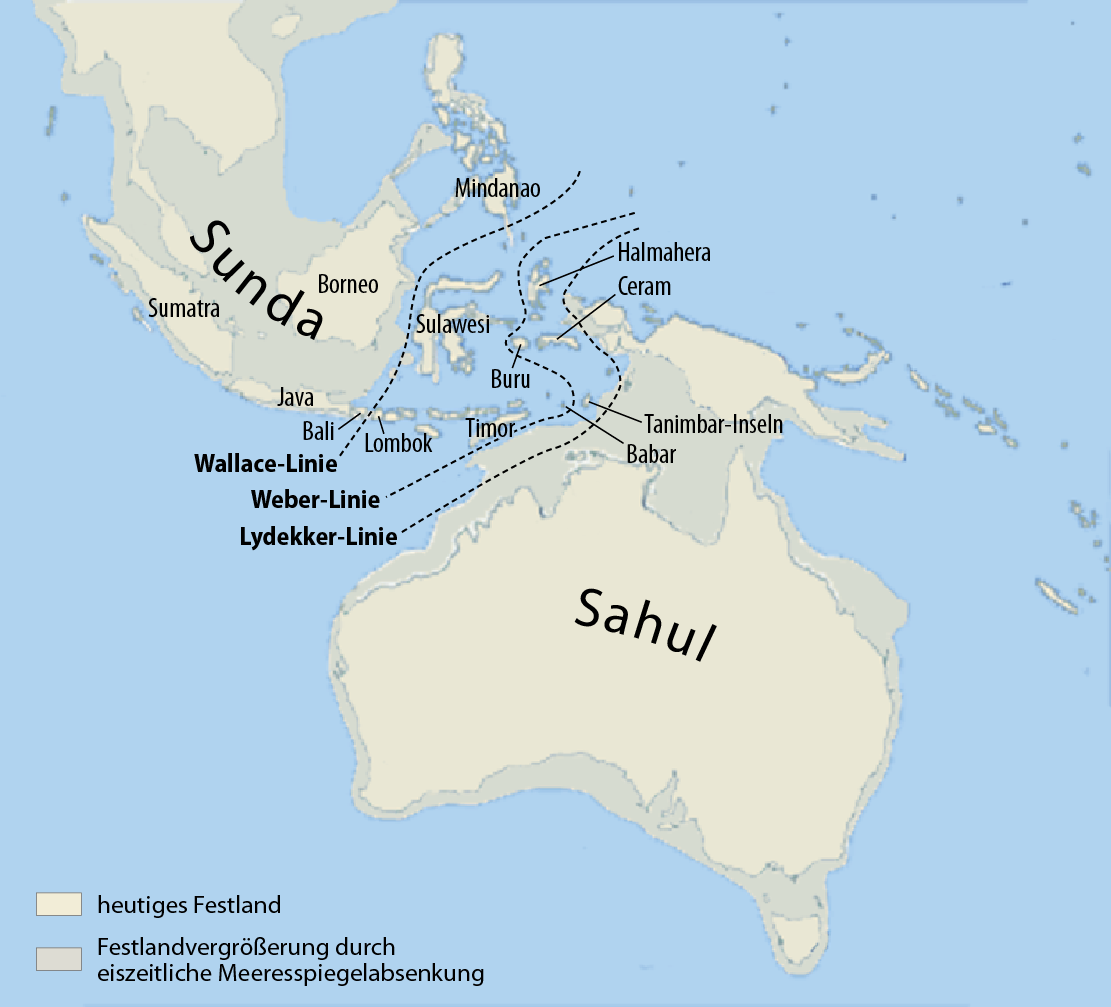
インドネシア多島海の生物分布境界線（黒色の点線）。左上がウォレス線、中央がウェーバー線、右下がライデッカー線。

ウェーバー線（ウェーバーせん、英語: Weber's Line、ドイツ語: Weber-Linie）は、インドネシア多島海のハルマヘラ島西側、ブル島西側、スラウェシ島東側、タニンバル諸島西側、ティモール島東側を通る、生物の分布境界線である。オランダ系ドイツ人動物学者マックス・カール・ヴィルヘルム・ヴェーバーが、淡水魚類の分布調査から20世紀初めに提唱した。